# Alenka Dekleva (zdravnica)
Alenka Dekleva, slovenski zdravnica anatomka, * 26. avgust 1929, Ljubljana, † 1995.

## Življenje in delo
Študij medicine je končala 1953 na ljubljanski Medicinski fakulteti (MF) ter prav tam 1965 doktorirala s področja anatomije. Od 1954 je delala na oddelku elektronske mikroskopije na Institutu "Jožef Stefan", od 1960 pa na Inštitutu za anatomijo Medicinske fakultete v Ljubljani, ter postala 1988 njegova predstojnica in ga vodila do 1992. Leta 1980 je bila izvoljena za redno profesorico za anatomijo na MF v Ljubljani. V raziskovalnem delu se posvetila predvsem ultrastrukturi skeletnega mišičja.  Profesor dr. Alenka Dekleva je uvedla elektronskomikroskopske tehnike, s katerimi je preučevala morfologijo skeletnih mišic poskusnih živali ter bioptične odvzemke mišic bolnikov z različnimi živčno-mišičnimi boleznimi. Njeno raziskovalno delo je predstavljalo osnovo za diagnostiko živčnomišičnih bolezni na elektronsko-mikroskopskem in na svetlobno-mikroskopskem nivoju.